# Celestino Vila
Celestino Vila de Forns (Bellpuig, c. 11 de enero de 1830-Granada, 5 de julio de 1915), fue un sacerdote católico y músico, compositor y organista, español, maestro de capilla de las catedrales de Huesca y Granada sucesivamente.

## Biografía
Son muy escasos los datos biográficos existentes sobre Celestino Vila. Hijo de José Vila y de Francisca Hornos, no se conoce con exactitud la fecha de su nacimiento, aunque sí la de bautismo, el 11 de enero de 1830. Al parecer dirigió la banda de música de su localidad natal en su juventud temprana. 
Ingresó en el seminario de Solsona, formándose musicalmente tanto en la población leridana como en la catedral de Lérida para con veintisiete años y recién ordenado presbítero acceder primero a la  iglesia de Santa María del Alba de Tárrega para acceder después en el 1857 al cargo de maestro de capilla y organista de la catedral de Huesca el 19 de junio de 1857, donde además de sus labores como docente y musico se dedicó a la investigación de la cultura musical de la ciudad y de la Semana Santa oscense. 
Veinte años más tarde, obtuvo por oposición el mismo cargo en la catedral de Granada, que ocupó desde el 25 de octubre del 1877 hasta su jubilación, acaecida en 1900. 

## Obra
La obra de Celestino Vila se compone principalmente de música religiosa, aunque también compuso numerosas piezas de música de cámara.

### Música litúrgica
Fue un compositor prolífico y aportó más de 150 composiciones al repertorio musical de la catedral de Huesca, especialmente obras litúrgicas en latín y otras en castellano y catalán así como algunas piezas instrumentales. El volumen de obras conservadas en la catedral de Granada es igualmente elevado y consta de más de 200 composiciones, principalmente litúrgicas, en lengua latina y en castellano, y de algunas piezas instrumentales.
Uno de los motivos más probables de la escasa difusión de la obra de Celestino Vila sería la gran cantidad de música religiosa producida en España durante el siglo XIX.
Gran parte de su obra se conserva actualmente en las catedrales donde trabajó así como el archivo de la Catedral-Basílica del Santo Espíritu de Tarrasa y en el Archivo Comarcal de Urgell, mientras que en el Archivo Histórico Musical del Monasterio Santa Ana de Córdoba se conservan las dieciséis obras que compuso para el mismo.
La obra de Celestino Vila no se caracteriza por su complejidad, originalidad o virtuosismo, sino que está formada por composiciones simples con melodías amables y sencillas que recuerdan a la música de salón. Se conservan partituras completas e incompletas, muchas de ellas autógrafas. Se han conservado también algunas partichelas para numerosos conjuntos, como por ejemplo la «Gran misa para ocho voces», (SATB, SATB), dos violines, violas, flauta, oboe, dos clarinetes, dos trompetas en do, dos trombones, dos tambores y un contrabajo, Algunas de las piezas más importantes o recurrentes de su repertorio son himnos, motetes, misas, gozos, rosarios o responsorios, pero también se encuentran numerosos cuartetos, quintetos y temas con variaciones, entre otros, por voces y orquesta o para conjuntos de cuerda.
A lo largo de su vida, Celestino Vila frecuentó diversos ambientes musicales de Madrid y conoció músicos como Francisco Asenjo Barbieri, compositor teatral español, musicólogo y uno de los principales responsables de la recuperación de la actividad concertística de la segunda mitad del siglo XIX, que se puso en contacto con él para obtener información sobre la Capilla Real de la catedral granadina. Asimismo, conoció a Jesús de Monasterio, fundador de la "Sociedad de Cuartetos del Conservatorio" en 1863; se dice[¿quién?] que tal vez fue Vila quien lo animó a grabar las obras de los años 1880 que se conservan grabadas. Sus contactos en Madrid y el interés por expandir sus horizontes compositivos más allá de la música religiosa le permitieron publicar sus Cuartetos para piano en do menor y en mi menor así como su Quinteto para piano en la mayor, editados alrededor de 1880 por Antonio Romero y Andía.
Es interesante, también, el hecho poco usual que un músico y compositor de su categoría se interesara por la música de cámara y la música instrumental, como las composiciones de cuarteto y quinteto con piano, de las que se conservan cuatro en el archivo de la catedral de Huesca, dos de ellas con claras intenciones litúrgicas, un ofertorio para violines y contrabajo y un magnificat para órgano, y dos otros más de carácter sinfónico. Esta práctica estuvo ampliamente extendida en las iglesias españolas durante la segunda mitad del siglo XIX y los primeros años del XX, por lo que podemos deducir que Celestino Vila posiblemente siguiera este movimiento.

## Influencias
Celestino Vila recibió una fuerte influencia de compositores cásicos, especialmente de Beethoven y Mozart, y del Romanticismos, de la mano de compositores como Schumann o Mendelshon, así como de músicos contemporáneos. 

## Homenajes
Algunos conjuntos instrumentales como el «Cuarteto Teixidor» han realizado conciertos y comercializado grabaciones en soportes digitales de algunas piezas de Celestino Vila, como es el caso del disco "Celestino Vila de Forns: Música de Cámara",  que contiene 12 obras del compositor.